# Iglesia de San Marcos (Sevilla)
La iglesia de San Marcos de Sevilla se encuentra situada en la calle San Luis, dentro del casco antiguo de la ciudad, en lo que fue su zona intramuros. Fue levantada en el siglo XIV en estilo gótico-mudéjar.
Se ubica en una de las calles de mayor trascendencia histórica de la ciudad, pues en ella estuvo el cardo máximo de la ciudad romana, que posteriormente sería calle mayor de la Sevilla islámica, gracias a confluir en uno de sus extremos uno de los principales accesos a la urbe desde el exterior, la actual Puerta de la Macarena.

## Características
Sus características generales responden a las de las iglesias parroquiales del siglo XIV, de estilo gótico-mudéjar, siendo una de las menos transformadas de ese grupo, a pesar de las muchas vicisitudes sufridas por el edificio a lo largo del tiempo.
De planta rectangular, cuenta con tres naves, siendo las laterales de testero plano y la central de ábside ochavado cubierto con bóvedas nervadas de ladrillo. De gran prestancia son los arcos que separan estas naves, de arco de herradura apuntados y enmarcados en alfiz, que descansan sobre pilares rectangulares. El arco toral o de acceso a la Capilla Mayor es de estilo gótico u ojival, apuntado, y se apoya en dos grandes columnas.
El interior del templo, de paredes blancas, se encuentra prácticamente libre de decoración añadida, lo que hace resaltar aún más la belleza de sus elementos constructivos, destacando entre sus bienes muebles una imagen de San Marcos que se atribuye al círculo artístico de Juan de Mesa. Destaca también la imagen de un Cristo Yacente, obra del escultor José Lemus, y el busto de dolorosa tallado por Pedro de Ávila.

## Exterior
Del exterior sus elementos más sobresalientes son su portada principal, situada a los pies, y la torre, ubicada en ángulo junto a ella.
Dicha portada es de finales del siglo XV, de estilo gótico, realizada en piedra y con arquivoltas, siendo las exteriores (primera y última) decorada con los característicos dientes de sierra o puntas de diamantes. A ambos lados cuenta con pequeñas figuras sobre pedestales y con doselete, y en el frente superior muestra una franja horizontal decoración con tramos de sebka, de clara influencia mudéjar.
La esbelta torre de San Marcos alcanza los 22 metros de altura. Está decorada con sebka, igual que la Giralda y otras torres hispalenses, en su parte más alta. Y cuenta con ventanas afiligranadas. En 1603 Vermondo Resta le añadió el campanario. Esta torre fue restaurada en 1916 por el arquitecto sevillano Aníbal González a expensas del conde de Urbina.
Fue declarada Bien de Interés Cultural en la categoría de Monumento, según la Gaceta de Madrid, el 4 de junio de 1931, lo que no fue óbice para que, durante la guerra civil española (1936-1939) la iglesia fuese quemada y expoliada. Este es el motivo de que la iglesia de San Marcos, en comparación con otros templos de su entorno urbano, luzca apenas sin imágenes, y con una decoración austera, al haberse perdido todo su patrimonio histórico.